# تنسيل جزيئي

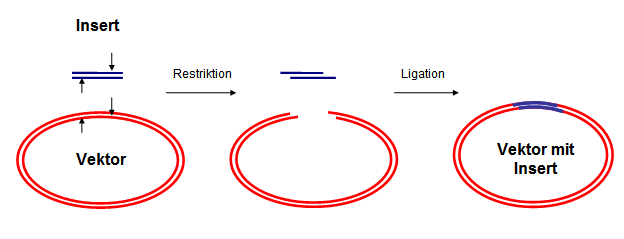
صورة توضيحية للتنسيل الجزيئي

تنسيل الـ DNA أو التنسيل الجزيئي (بالإنجليزية: Molecular Cloning)‏ هي من ركائز تقنية الدنا ويعرف الدنا المراد تنسيله أو إكثاره باسم الدنا المتناسل Cloning DNA. ولكي يفهم المقصود بعملية تنسيل الدنا لابد من الإلمام بالمصطلحات العلمية المستخدمة في هذا المجال ومن أهمها مايلي:
1. الدنا المقحم (بالإنجليزية:  Insert DNA)‏
2. الناقل المتناسل (بالإنجليزية:  Cloning vector)‏
3. الدنا المؤتلف (بالإنجليزية: Recombinant DNA)‏
4. التحميل (بالإنجليزية:  Transformation)‏

## الدنا المقحم Insert DNA
ان عملية الحصول على قطعة محددة من جزيء الدنا DNA molecule ولتكون لمورث معين لغرض إكثارها ودراسة الدور الذي تقوم به في النظام الحي تدخل في مجال علم جديد يعرف بعلم التنسيل الجزيئي. ولكي يتم الحصول على مثل تلك القطع المراد دراستها لابد من عزل الدنا DNA المتواجدة به أصلا وبشكل نقي وسليم . بعدها يعالج هذا الدنا بالأنزيمات المحددة المناسبة للحصول على تلك القطع من الدنا المرغوب فيها والتي تفصل عن بقية القطع الأخرى حسب أوزانها الجزيئية بطرق الفصل المعهودة في هذا المجال. هذه القطع المدروسة يجب أن تكون على درجة عالية من النقاوة قبل إدخالها أو إقحامها مع النواقل Vectors ومنها جاءت تسميتها بالدنا المقحم Insert DNA.

## الناقل المتناسل Cloning vector

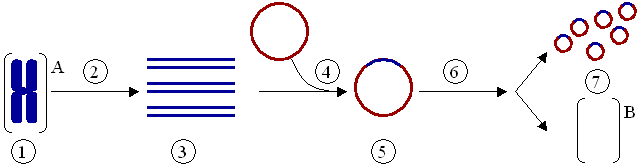
استنساخ DNA في البلازميد ويتبين فيه تفاعل البوليميراز المتسلسل PCR

يقصد به الدنا الناقل DNA vector البلازميدي أو الفيروسي أو الكزميدي الذي لديه القدرة على التكاثر والتناسل في خلايا العائل المضيفة له. لهذا نجد أن أن الناقل المتناسل يمتاز باحتوائه على مايعرف بمركز أو منشأ التكاثر Replcation origin وقد يحتوي على مورث أو أكثر مقاوم لبعض المضادات الحيوية . مثل هذا الناقل يمكن اقحامه بقطعة من الدنا المراد دراسته لغرض تنسيل مثل هذا الدنا المقحم الذي بدوره يتناسل ويتكاثر بتناسل ناقله المتناسل.

## الدنا المؤتلف Recombinant DNA

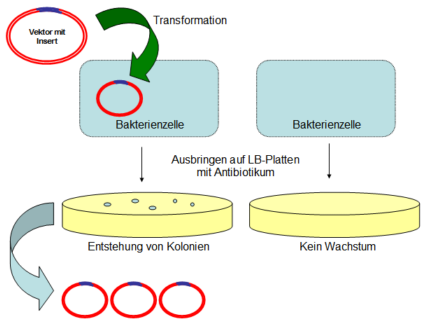
التمثيل التخطيطي للتحول من الحمض النووي المؤتلف في خلية البكتيرية والمضادات الحيوية

عندما يتم ربط قطعتين مختلفتين أو أكثر من الدنا معا بواسطة إنزيم الدنا الرابط DNA ligase يطلق على ناتج الرابط بالدنا المؤتلف Recombinant DNA . وهو يعتبر بمثابة هدف أساسي في تقنية الدنا DNA technology وعليه ينصب الاهتمام في معرفة النتائج التي يخلفها هذا الدنا المصنع Artificail DNA.
عندما يتم اقحام أو ربط النا المقحم Insert DNA إلى ناقل متناسل Cloning vector يطلق على الناتج بالدنا المؤتلف Recombinant DNA أو بالدنا المتناسل Cloning DNA أو بالمناسل Cloning.

## التحميل Transformation
يقصد به القدرة على ادخال أو تحميل الدنا المولف Recombinant DNA أو المتناسل Cloning إلى خلايا مضيفة Host cells مثل الخلايا البكتيرية والتي يستطيع أن يتناسل في داخلها بشكل طبيعي . لهذا يطلق على هذا الدنا Cloning DNA بالخلية المحملة Transformed cell. هذا يعني أن الدنا المتناسل يتكاثر ويتضاعف مع تكاثر وتضاعف الخلية المضيفة له مما يسهل تتبع الدور الذي يلعبه في الخلية المضيفة زيادة على إمكانية عزله وتنقيته والحصول على نسخ كثيرة منه.

## التاريخ
قبل سبعينيات القرن الماضي، أعيق فهم علم الوراثة والبيولوجيا الجزيئية بشدة بسبب عدم القدرة على عزل الجينات الفردية من الكائنات الحية المعقدة ودراستها. تغير هذا الأمر مع ظهور طرق الاستنساخ الجزيئي. عزل علماء الأحياء الدقيقة -الذين أرادوا فهم الآليات الجزيئية التي قيدت الجراثيم من خلالها نمو العاثيات- إنزيمات الاقتطاع، وهي إنزيمات يمكنها أن تشق جزيئات الحمض النووي فقط عندما تواجه سلاسل حمض نووي محددة. وتبين أن إنزيمات الاقتطاع تشق جزيئات الحمض النووي بطول الكروموسوم في مواقع محددة، وأن من الممكن تنقية أجزاء محددة من الجزيء الأكبر عن طريق تجزئة الحجم. باستخدام إنزيم ثان -وهو ليغاز الحمض النووي- يمكن ربط الأجزاء الناتجة عن إنزيمات الاقتطاع ضمن تشكيلات جديدة تسمى الحمض النووي المؤتلف. يمكن إنتاج كميات كبيرة من جزيئات الحمض النووي المؤتلف النقية في المزارع البكتيرية من خلال إعادة دمج أجزاء الحمض النووي ذات الأهمية مع الحمض النووي الناقل، مثل العاثيات أو البلازميدات، التي تتضاعف بشكل طبيعي داخل البكتيريا. وُلِّدت أول جزيئات حمض نووي مؤتلف ودُرست في 1972.

## نظرة عامة
يستفيد الاستنساخ الجزيئي من حقيقة أن التركيب الكيميائي للحمض النووي متماثل بشكل أساسي لدى جميع الكائنات الحية. لذلك، إذا أُقحم أي جزء من الحمض النووي من أي كائن حي في جزء من حمض نووي حاوٍ على التسلسلات الجزيئية المطلوبة لتضاعف الحمض النووي، وأُدخل الحمض النووي المؤتلف الناتج عن ذلك في الكائن الحي الذي أُخذت منه تسلسلات التضاعف، فإن الحمض النووي الغريب سوف يتضاعف إلى جانب الحمض النووي للخلية المضيفة لدى الكائن الحي المتحور وراثيًا.
يشبه الاستنساخ الجزيئي تفاعل البوليمراز المتسلسل فهو يسمح بتضاعف تسلسل الحمض النووي. يتجلى الفرق الأساسي بين الطريقتين بأن الاستنساخ الجزيئي ينطوي على تضاعف الحمض النووي في الكائن الحي الدقيق، في حين أن تفاعل البوليمراز المتسلسل يضاعف الحمض النووي في محلول في المختبر، خال من الخلايا الحية.